# Турну Мъгуреле
Ту̀рну Мъгурѐле (на румънски: Turnu Măgurele) е град в окръг Телеорман, Влашко, Румъния, 125 км югозападно от столицата Букурещ. Намира се на река Дунав, срещу Никопол. Площта му възлиза на 107,2 км2. През 2011 г. населението му е 24 772 жители.

## История
Има останки от мост, построен от император Констанин през 330 г. Името в превод означава „планинска кула“. Река Олт е разделителната линия между Малка и останала Влахия.
Българите изграждат крепост с името Холъвник, наречена така, защото имала конфигурация на гащи (панталони). Друго име, с което е бил наричан оше, е Малък Никопол.
От 1417 до 1829 г. е османско владение. От 1968 г. – самостоятелно кметство.
Катедралата „Св. Харалампи“, построена в началото на 20 век от гръцки фермери, е повод за посещение, както и монумент на освободителна война от 1877 – 78 г.

## Икономика, селско стопанство и хранителна промишленост
В миналото градът е център на химическа и текстилна промишленост (MTM, Manufactura Turnu Măgurele), сега работят още електро-промишлено предприятие ElectroTurris (завод за дизелови двигатели) и ConservTurris (завод за консервни продукти). Голяма част от изградените предприятия в селското стопанство, хранителната промишленост, производство на торове както и производството на текстилна промишленост, химия и производство на енергия са създадени през епохата на социализма.
До 1990 г. има производство на тежка вода за АЕЦ „Черна вода“.
Зимовището за кораби Катина (на 3 км от пристанището) побира 24 съда.
Между пристанищата Турну Мъгуреле и Никопол се движи ферибот.

## Население
През 2006 г. Турну Мъгуреле е наброявал 28 297 души, а през 2011 г. – 24 772. За 5 години населението на града намалява с 12,5 %.

## Личности
- Вал Йонеску (1960) – скачачка на дълъг скок, сребърна олимпийска медалистка 1984 г.
- Валентин Бадой (1975) – футболист, бек, играл в „Стяуа“ и „Рапид“.
- Харичлея Дарчле (1860 – 1939) – оперна певица, сопрано.